# هسته تابع پایه شعاعی
در یادگیری ماشین، هسته تابع پایه شعاعی، یا هسته RBF، یک تابع هسته محبوب است که در الگوریتم‌های یادگیری مختلف هسته ای استفاده می‌شود. به‌طور خاص، معمولاً در دسته‌بندی ماشین بردار پشتیبانی استفاده می‌شود. هسته RBF در دو نمونه x و x '، به عنوان بردارهای ویژگی در برخی از فضای ورودی، به صورت زیر تعریف می‌شود:
{\displaystyle K(\mathbf {x} ,\mathbf {x'} )=\exp \left(-{\frac {\|\mathbf {x} -\mathbf {x'} \|^{2}}{2\sigma ^{2}}}\right)}
{\displaystyle \textstyle \|\mathbf {x} -\mathbf {x'} \|^{2}}ممکن است به عنوان فاصله اقلیدسی مربع بین دو بردار ویژگی شناخته شود. چون که مقدار هسته RBF با فاصله و فاصله بین صفر (در حد) و یک (هنگامی که x = x ') کاهش می‌یابد، آن را یک بیان آماده به عنوان یک اندازه همسان می‌نامند. فضای ویژگی هسته تعداد بی شماری ابعاد دارد. برای {\displaystyle \sigma =1}داریم:
{\displaystyle {\begin{alignedat}{2}\exp \left(-{\frac {1}{2}}\|\mathbf {x} -\mathbf {x'} \|^{2}\right)&=\sum _{j=0}^{\infty }{\frac {(\mathbf {x} ^{\top }\mathbf {x'} )^{j}}{j!}}\exp \left(-{\frac {1}{2}}\|\mathbf {x} \|^{2}\right)\exp \left(-{\frac {1}{2}}\|\mathbf {x'} \|^{2}\right)\\&=\sum _{j=0}^{\infty }\sum _{\sum n_{i}=j}\exp \left(-{\frac {1}{2}}\|\mathbf {x} \|^{2}\right){\frac {x_{1}^{n_{1}}\cdots x_{k}^{n_{k}}}{\sqrt {n_{1}!\cdots n_{k}!}}}\exp \left(-{\frac {1}{2}}\|\mathbf {x'} \|^{2}\right){\frac {{x'}_{1}^{n_{1}}\cdots {x'}_{k}^{n_{k}}}{\sqrt {n_{1}!\cdots n_{k}!}}}\end{alignedat}}}

## تقریب‌ها
از آنجایی که پشتیبانی از ماشین‌های بردار و سایر مدل‌های استفاده شده از ترفند هسته برای تعداد زیادی از نمونه‌های آموزش یا تعداد زیادی از ویژگی‌های در فضای ورودی خوب نیستند، چندین تقریب به هسته RBF (و هسته‌های مشابه) معرفی شده‌است. این‌ها به صورت یک تابع z به کار می‌روند که یک بردار تک را به یک بردار از ابعاد بالاتر نشان می‌دهد. پس تقریب هسته به صورت زیر است:
{\displaystyle \langle z(\mathbf {x} ),z(\mathbf {x'} )\rangle \approx \langle \varphi (\mathbf {x} ),\varphi (\mathbf {x'} )\rangle =K(\mathbf {x} ,\mathbf {x'} )}
جایی که {\displaystyle \textstyle \varphi }یک مپ مطلق محاط شده در هسته است. یک راه برای ساختن چنین z به صورت تصادفی استفاده از انتقال فوریه هسته است. در رویکرد دیگری از [[روش نیستروم|روش نیستروم(به انگلیسی: Nyström method)]] برای تقریب استفاده می‌شود.